# Tadeusz Rogiński
Tadeusz Rogiński (ur. 9 lutego 1958 w Łomży) – polski lekkoatleta, sprinter, medalista mistrzostw Polski, reprezentant Polski.

## Kariera sportowa
Był zawodnikiem Narwi Łomża, AZS Lublin i Startu Lublin.
Na mistrzostwach Polski seniorów na otwartym stadionie wywalczył trzy medale w sztafecie 4 x 400 metrów, w tym dwa srebrne (1985, 1986) i jeden brązowy (1987). Najlepsze miejsce indywidualnie zajął w 1982 - czwarte w biegu na 400 m. 
Reprezentował Polskę na zawodach Pucharu Europy w 1983, gdzie zajął 7. miejsce w sztafecie 4 x 400 m, z wynikiem 3:07,41.
Rekordy życiowe:.
- 200 m: 21,48 (28.08.1983)
- 400 m: 46,74 (6.08.1983)